# USS Colorado (1923)

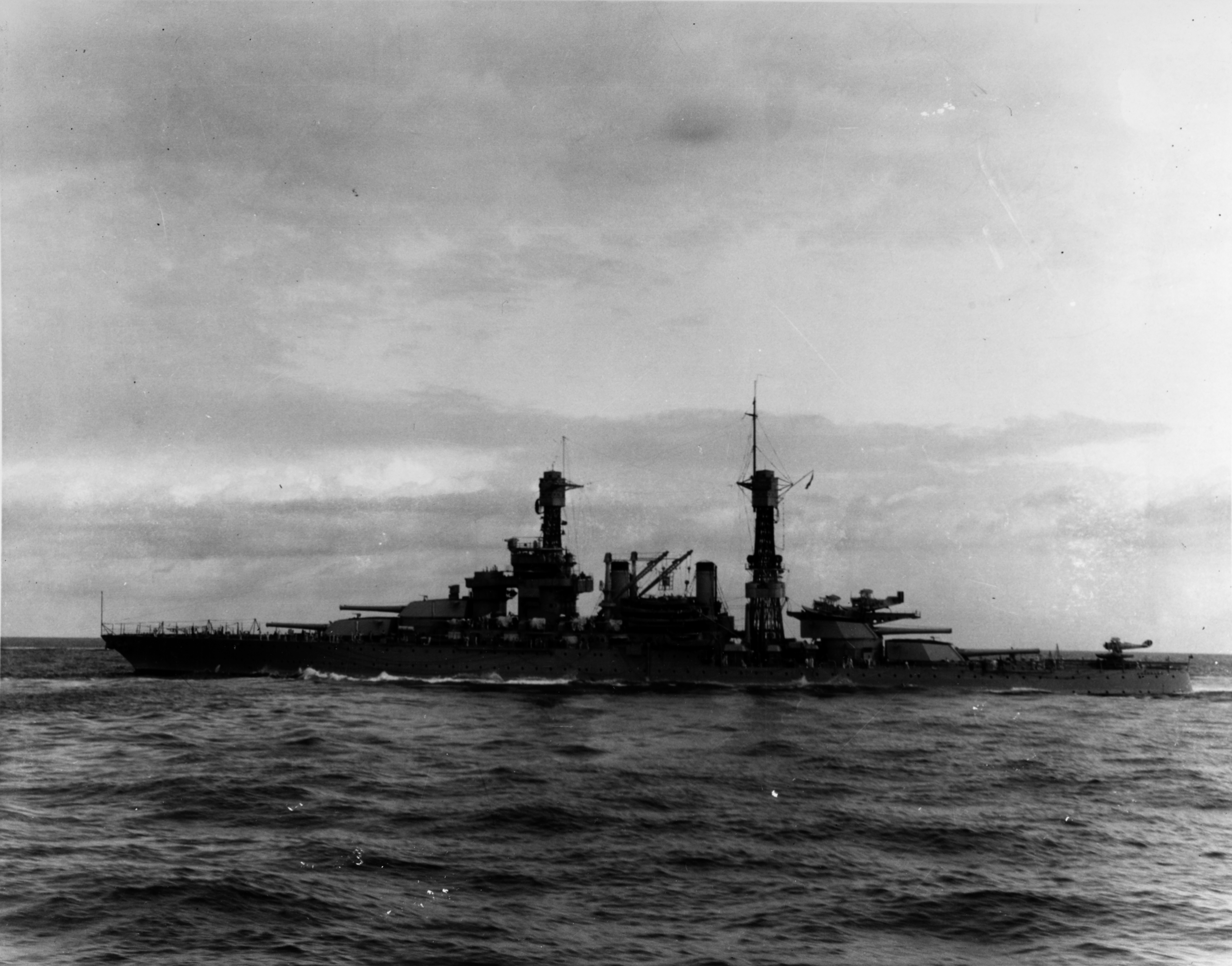
De USS Colorado bij Honolulu

De USS Colorado (designatie: BB-45) was het eerste slagschip uit de Colorado-klasse van de US-Marine, en het derde dat vernoemd werd naar de staat Colorado. In de Naval Act of 1916 was de bouw van dit schip opgenomen.
De kiel werd gelegd op 29 mei 1919 in Camden (New Jersey) op de werf van de New York Shipbuilding Corporation. Op 22 maart 1921 liep het van stapel. Doopmeter was Mrs. Max Melville, dochter van senator Samuel D. Nicholson, die de staat Colorado vertegenwoordigde. Het werd bemand op 30 augustus 1923 met kapitein R.R. Belkamp als bevelhebber.
Voor de diensten tijdens de Tweede Wereldoorlog werden er zeven Battle Stars aan toegekend.
Het schip bleef in dienst tot 7 januari 1947. Op 23 juli 1959 werd het als schroot verkocht.

## Zusterschepen
- USS Maryland (BB-46)
- USS Washington (BB-47)
- USS West Virginia (BB-48)